# Graphe d'Errera
Le graphe d'Errera est, en théorie des graphes, un graphe planaire possédant 17 sommets et 45 arêtes découvert par le mathématicien belge Alfred Errera dans son mémoire de thèse.

## Histoire
En 1879, Alfred Kempe publie une preuve du théorème des quatre couleurs, une des grandes conjectures de la théorie des graphes. Bien que le théorème soit vrai, la démonstration de Kempe, basée sur les propriétés d'une chaine particulière, est erronée. Heawood le prouve en 1890 (avec le graphe 4-chromatique de Heawood comme exemple) et Vallée Poussin arrive au même résultat en 1896 (avec le graphe de Poussin comme exemple). Bien que la preuve de Kempe soit fausse, les chaines de Kempe restent utiles en théorie des graphes et les exemples contredisant la preuve de Kempe intéressent toujours les mathématiciens.
En 1921, Errera exhibe un nouvel exemple à 17 sommets,. Cet exemple porte désormais son nom.
D'autres contre-exemple de ce type sont par la suite exhibés : d'abord le graphe de Kittell en 1935, avec 23 sommets, puis deux contre-exemples minimaux : le graphe de Soifer en 1997 et le graphe de Fritsch en 1998, tous deux d'ordre 9,,.

## Propriétés

### Propriétés générales
Le diamètre du graphe d'Errera, l'excentricité maximale de ses sommets, est 4, son rayon, l'excentricité minimale de ses sommets, est 3 et sa maille, la longueur de son plus court cycle, est 3. Il s'agit d'un graphe 5-sommet-connexe et d'un graphe 5-arête-connexe, c'est-à-dire qu'il est connexe et que pour le rendre déconnecté il faut le priver au minimum de 5 sommets ou de 5 arêtes.

### Coloration
Le nombre chromatique du graphe d'Errera est 4. C'est-à-dire qu'il est possible de le colorer avec 4 couleurs de telle façon que deux sommets reliés par une arête soient toujours de couleurs différentes mais ce nombre est minimal. Il n'existe pas de 3-coloration valide du graphe.
L'indice chromatique du graphe d'Errera est 6. Il existe donc une 6-coloration des arêtes du graphe telle que deux arêtes incidentes à un même sommet soient toujours de couleurs différentes. Ce nombre est minimal.
Il est possible de compter les colorations distinctes d'un graphe. Cela donne une fonction dépendant du nombre de couleurs autorisé. Cette fonction est polynomiale et est qualifiée de polynôme chromatique du graphe. Ce polynôme a pour racines tous les entiers positifs ou nuls strictement inférieurs à 4 et est de degré 17. Il est égal à : {\displaystyle (x-3)(x-2)(x-1)x(x^{13}-39x^{12}+715x^{11}-8175x^{10}+65178x^{9}-383551x^{8}+1718041x^{7}-5944840x^{6}+15922746x^{5}-32648195x^{4}+49825808x^{3}-53536411x^{2}+36201540x-11587640)}.

### Propriétés algébriques
Le groupe d'automorphismes du graphe d'Errera est un groupe d'ordre 20 isomorphe au groupe diédral D10, le groupe des isométries  du plan conservant un décagone régulier. Ce groupe est constitué de 10 éléments correspondant aux rotations et de 10 autres correspondant aux réflexions.
Le polynôme caractéristique de la matrice d'incidence du graphe d'Errera est : {\displaystyle -(x^{2}-2x-5)(x^{2}+x-1)^{2}(x^{3}-4x^{2}-9x+10)(x^{4}+2x^{3}-7x^{2}-18x-9)^{2}}.